# Brachyglenis dodona
Brachyglenis dodona är en fjärilsart som beskrevs av Frederick DuCane Godman och Osbert Salvin 1886. Brachyglenis dodona ingår i släktet Brachyglenis och familjen Riodinidae. Inga underarter finns listade i Catalogue of Life.